# Gustaf Adolph Ficker
Gustaf Adolph Ficker, född 26 oktober 1790, död 13 juli 1819 i Linköping, Östergötlands län, var en svensk flöjtist.
Ficker, som var yngste son till hovkapellisten Gottlieb Fredrik Ficker, anställdes 1804 i Kungliga Hovkapellet varifrån han avskedades 1816.
Tillsammans med brodern Christian Fredrik turnerade han i Sverige och Finland under åren 1805-1807.
Åren 1808-1815 medverkade han vid ett tiotal konserter i Stockholm, som han sedan lämnade en tid efter avskedandet.

## Biografi
Gustaf Ficker anställdes 1809 som flöjtist vid Kungliga Hovkapellet och avslutade sin anställning där 1819. Ficker sköts till döds  13 juli 1819 i Linköping.

## Verk
- Flöjtkonsert som uppfördes december 1801.[4]